# Cmentarz żydowski w Tomaszowie Lubelskim
Cmentarz żydowski w Tomaszowie Lubelskim – cmentarz znajduje się przy ul. Starozamojskiej.
Zajmuje powierzchnię 2 ha, na której znajduje się około trzydziestu nagrobków i dwa ohele. W 1993 na cmentarzu przeprowadzono prace restauracyjne i porządkowe oraz wybudowano pomnik ku czci ofiar Holocaustu. 